# Arrheniusova enačba
Arrheniusova enačba je preprosta, vendar zelo točna empirična enačba odvisnosti konstante reakcijske hitrosti od aktivacijske energije in temperature. Enačbo je leta 1884 predlagal nizozemski kemik Jacobus Henricus van 't Hoff, potrdil in interpretiral pa jo je leta 1889 švedski kemik Svante August Arrhenius, po katerem je enačba dobila ime. 
Enačba je uporabna tudi za modeliranje temperaturne odvsnosti difuzijskih koeficientov, kristalnih vrzeli, hitrosti deformiranja materialov zaradi napetosti  in mnogih drugih temperaturno odvisnih procesov.
Za lažjo predstavo, kaj Arrheniusova enačba pomeni, velja naslednje grobo pravilo: pri zmernih temperaturah se pri vsakem povečanju temperature za 10 °C hitrost kemijske reakcije podvoji.

## Pregled
Arrheniusova enačba prikazuje odvisnost konstante reakcijske hitrosti k od aktivacijske energije Ea in absolutne tamperatue T:
{\displaystyle k=Ae^{{-E_{a}}/{RT}}=k=Ae^{-\gamma }\!\,.}
A je faktor eksponentne enačbe ali preprosto prefaktor, R pa splošna plinska konstanta. Dimenzija prefaktorja A je enaka dimenziji konstante reakcijske hitrosti in se zato spreminja z redom reakcije. V reakcijah prvega reda ima enoto s-1 in se zato imenuje tudi frekvenčni faktor ali poskusna frekvenca reakcije. Poenostavljeno rečeno je k število trkov, ki vsako časovno enoto sprožijo reakcijo, A pa število vseh trkov. Izraz e-Ea/RT je verjetnost, da bo dani trk reakcijo resnično sprožil. Če je aktivacijska energija Ea izražena v molekularnih enotah, se pravi v J na molekulo, se namesto plinske konstante uporablja Boltzmannova konstanta. Iz enačbe je razvidno, da hitrost reakcije narašča z naraščanjem temperature ali s padanjem aktivacijske energije, ki je lahko posledica delovanja katalizatorja. Izraz:
{\displaystyle \gamma ={\frac {E_{a}}{RT}}\!\,}
se imenuje Arrheniusovo število in je brezrazsežna količina.
V ozkih temperaturnih območjih, v katerih poteka preučevanje reakcijske kinetike, je smiselno, da se odvisnost aktivacijske energije od temperature zanemari. Na podoben način se lahko upošteva, da je rahla odvisnost prefaktorja A od temperature tudi na širokem območju praktičnih pogojev zanemarljivo majhna v primerjavi s temperaturno odvisnostjo faktorja e-Ea/RT. Izjema so reakcije brez aktivacijskega praga, ki jih omejujejo difuzijski procesi. V takšnih reakcijah je faktor A dominanten in nepostredno izmerljiv. 
Nekateri avtorji so Arrheniusovo enačbo modificirali in vanjo vstavili člen za temperaturno odvisnost faktorja A. Arrheniusova enačba s tem postane preveč popolna in pojavi se problem, kako iz eksperimentalnih podatkov določiti faktor A in aktivacijsko energijo Ea. Modificirana enačba je običajno zapisana v naslednji obliki:
{\displaystyle k=A(T/T_{0})^{n}e^{{-E_{a}}/{RT}}\!\,.}
T0 je referenčna temperatura, ki omogoča, da je eksponent n brez dimenzije. V prvotni Arrheniusovi enačbi je n seveda enak 0. Prirejene vrednosti konstant hitrosti k so običajno med -1 in 1. 
Druga pogosta modifikacija Arrheniusove enačbe je razširjena eksponentna enačba
{\displaystyle k=A\exp \left(-\left({\frac {E_{a}}{RT}}\right)^{\beta }\right)\!\,.}
V kateri je β izmišljen korekcijski faktor brez dimenzije in reda velikosti 1, ki izboljša ujemanje podatkov iz modela z eksperimentalnimi podatki, ima pa tudi nek teoretičen pomen: kaže lahko na prisotnost niza aktivacijskih energij ali, v posebnih primerih, na zelo neurejene sisteme z lokaliziranimi stanji. 
Z logaritmiranjem Arheniusove enačbe nastane naslednja enačba:
{\displaystyle \ln(k)={\frac {-E_{a}}{R}}{\frac {1}{T}}+\ln(A)\!\,,}
kar pomeni: če ima reakcija konstanto hitrosti, ki se podreja Arrheniusovi enačbi, je graf ln(k) vs. 1/T premica, katere naklon in začetna vrednost lahko služita za določanje Ea in A. Takšen postopek je v eksperimentalni kemijski kinetiki zelo pogost in se uporablja za določanje aktivacijske energije reakcije: Ea je enaka –R krat naklon premice ln(k) vs. 1/T:
{\displaystyle \ E_{a}\equiv -R\left({\frac {\partial \ln k}{\partial ~(1/T)}}\right)_{P}\!\,.}

## Razlaga Arrheniusove enačbe s kinetičnimi teorijami
Arrhenius je trdil, da je za pretvorbo reaktantov v produkte potrebna neka minimalna začetna energija, imenovana aktivacijska energija Ea. Pri absolutni temperaturi T se delež molekul, ki ima energijo, večjo od aktivacijske energije, lahko izračuna iz Maxwell-Boltzmannove porazdelitve v statistični mehaniki. Njihov delež je proporcionalen e-Ea/RT. Koncept aktivacijske energije je v takšni ali drugačni obliki prisoten v vseh kinetičnih teorijah. 

### Teorija trkov
Teorijo trkov v kemijskih reakcijah sta razvila Max Trautz in William Lewis v letih 1916-1918. Po tej teoriji pride do kemijske reakcije takrat, ko je energija čelnega trka dveh molekul večja od Ea. Teorija trkov pripelje do enačbe, ki je zelo podobna Arrheniusovi enačbi. 

### Teorija prehodnega stanja
Drugi pristop, ki je precej podoben Arrheniusovemu, je teorija prehodnih stanj kemijskih reakcij, ki so jo v 1930. letih formulirali Wigner, Eyring, Polanyi in Evans. Njihova enačba ima več oblik in je najpogosteje zapisana kot 
{\displaystyle \ k={\frac {k_{B}T}{h}}e^{-{\frac {\Delta G^{\ddagger }}{RT}}}\!\,,}
ΔG‡ = Gibbsova prosta energija aktivacije
kB = Boltzmannova konstanta
h = Planckova konstanta
Na prvi pogled izgleda, da gre za eksponentno enačbo, ki je linerano odvisna od temperature, vendar je treba upoštevati, da je od temperature odvisna tudi prosta energija. V prosto energijo sta namreč vključena člena z entropijo in entalpijo, ki sta oba odvisna od temperature. Po obdelavi vseh podrobnosti nastane Arrheniusova enačba, pomnožena s faktorjem, ki je rahlo odvisen od temperature. Natančna temperaturna odvisnost je odvisna od reakcije in se lahko izračuna s formulami iz statistične mehanike.